# Congé pour création d'entreprise
 (octobre 2011).
Le congé pour création d'entreprise est prévu dans le code du travail français. Il peut s'appliquer en cas de création d'entreprise, de reprise d'entreprise mais concerne également le salarié qui viendrait à exercer des responsabilités de direction au sein d'une jeune entreprise innovante telle que définie par l'article 44 sexies-0 A du code général des impôts.
Le salarié peut soit demander à bénéficier d'un congé d'un an pendant lequel son contrat de travail est suspendu dans des conditions identiques à celles d'un congé sabbatique, soit travailler à temps partiel dans son ancienne entreprise.
Dans les entreprises de plus de 200 salariés, l'employeur peut différer le départ en congé, ou le début de la période de travail à temps partiel, pour une durée maximale de 6 mois à compter de la demande. Dans les entreprises de moins de 200 salariés, le passage à temps partiel peut être refusé par l'employeur si celui-ci invoque un risque de désorganisation de l'entreprise.
À l'issue du congé pour création d'entreprise, le salarié peut soit être réemployé par l'employeur à un poste de qualification égale, soit décider de rompre son contrat de travail, dans les conditions déterminées prévues par le contrat de travail, à l'exception de ce qui concerne l'obligation d'effectuer un préavis.